# William Goh
William Goh Seng Chye (* 25. června 1957, Singapur) je singapurský katolický kněz, biskup, od roku 2013 arcibiskup singapurský.

## Stručný životopis
Roku 1985, po přípravných teologických studiích, přijal kněžské svěcení. V letech 1990-1992 studoval v Římě na Gregoriáně, kde získal licenciát dogmatické teologie. Roku 2012 se stal koadjutorem singapurského arcibiskupa Nicholase Chia a po jeho rezignaci v roce 2013 nastoupil na jeho místo.

## Kardinálská kreace
V neděli 29. května 2022 papež František ohlásil, že v konzistoři dne 27. srpna 2022 jmenuje 21 nových kardinálů, mezi nimi i Monsignora Goha, který se tak stane prvním singapurským kardinálem. 